# San Carlos, Venezuela
San Carlos este capitala statului Cojedes, un oraș din Venezuela, cu peste 110.000 locuitori(în 2011), fondat în 1678.  